# Rajkowy
Rajkowy (kaschubisch Rôjkòwë, deutsch Raikau) ist ein Dorf der Stadt-und-Land-Gemeinde Pelplin im Powiat Tczewski (Dirschau) der Woiwodschaft Pommern, Polen. Es hat 1.677 Einwohner.

## Geographische Lage
Rajkowy liegt an der Wierzyca (Ferse), einem linken Nebenfluss der Weichsel, etwa 15 km westlich der Weichsel. Die nächste größere Stadt ist das etwas nordwestlich von Pelplin gelegene Starogard Gdański (Preußisch Stargard). Der Ort liegt etwa 5 km nördlich von Pelplin, 16 km südlich von Tczew und 45 km südlich von Gdańsk. Er befindet sich in der ethnokulturellen Region Kociewie in der historischen Region Pommern.

## Geschichte

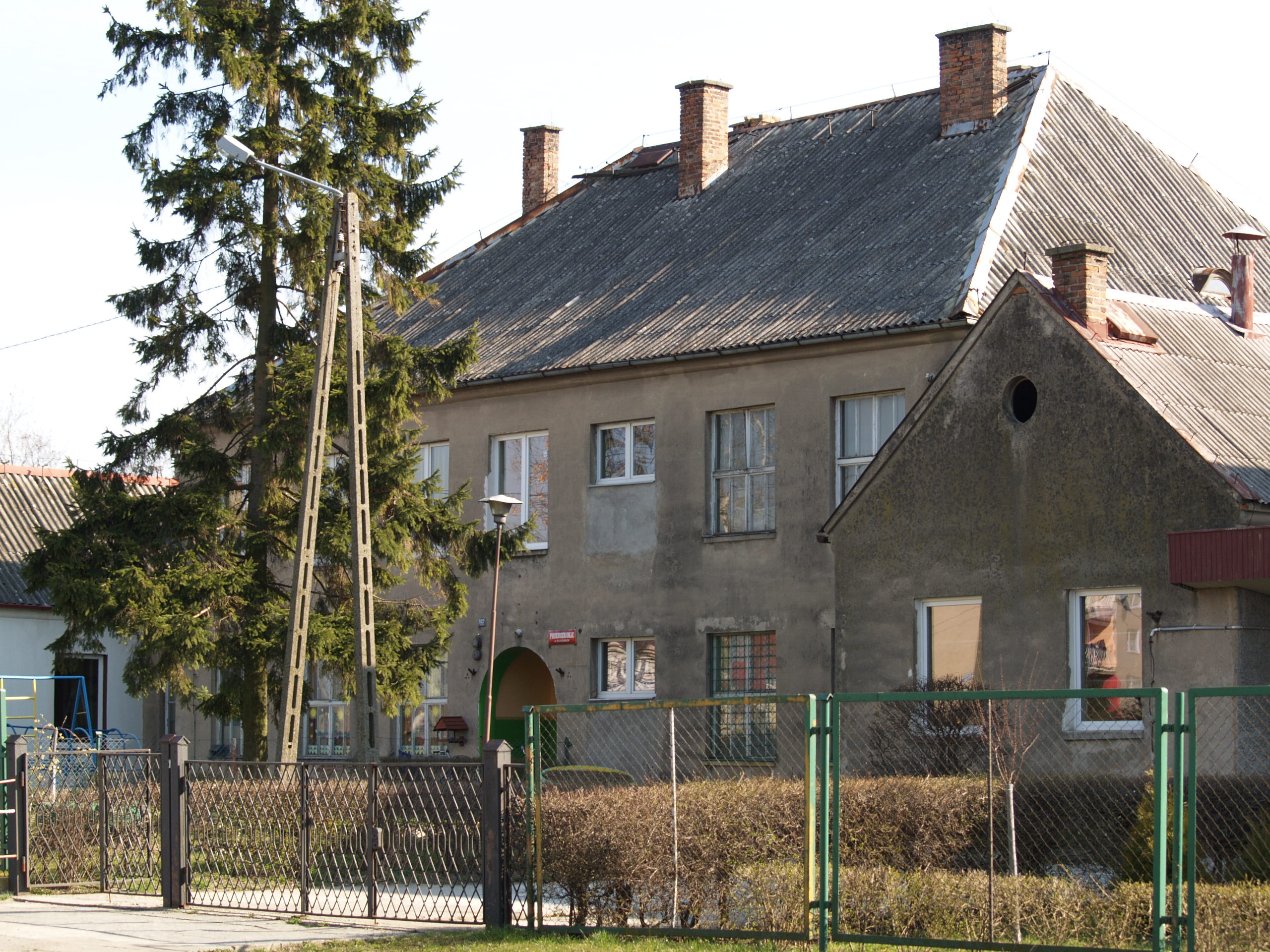
Rajkowy: Kindergarten und Schule

Mit Urkunde vom 18. November 1292, ausgestellt in Schwetz, bestätigte Herzog Mestwin II. dem ältesten pommerellischen Kloster, der Zisterzienserabtei Oliva bei Danzig, die Dörfer Raikau, Rathstube, Bresnow, Osterwiek und Schönwarling. Raikau wurde zwischen 1295 und 1314 mit deutschen Neusiedlern besetzt.
1309 gelangte Pommerellen in den Besitz des Deutschen Ordens und somit zum Deutschordensstaat Preußen, der das Gebiet 1466 als Königliches Preußen an die Krone Polens abtreten musste. Von der Reformation blieb dieser Teil Pommerellens weitgehend unbeeinflusst, lediglich einige Mennoniten siedelten ab dem 17. Jahrhundert in der Gegend, sie verließen aber Westpreußen zwischen 1772 und 1870 wieder.
1772 kam Raikau vom Königlichen Preußen zum Königreich Preußen. Reykau wurde 1789 als königliches Dorf bezeichnet, zu dem eine Wassermühle und eine Schneidemühle gehörten. Einwohner des Ortes unter Führung von Bürgermeister Jan Hillar und Lehrer Jan Kwitnowski waren am 12. Februar 1846 an dem antideutschen Aufstand in Starogard Gdański beteiligt.
In früheren Zeiten wurden auch die Domäne Ornassau (Ornasowo) südlich des Dorfes, die im 19. Jahrhundert Gutsbesitz der Familie Burandt war, und die ab 1818 erwähnte Raikauermühle (Rajkowski Młyn) des Mühlenbesitzers Paul Fleischer zum Dorf gerechnet.
Am 1. Januar 1908 umfasste der Amtsbezirk Pelplin die Landgemeinden Pelplin, Pommey und Raikau und die Gutsbezirke Neuhof, Roppuch und Wolla (6 Gemeinden/Gutsbezirke).
Am 10. Januar 1920, nach dem Ersten Weltkrieg, wurden die Amtsbezirke Forstbezirk Pelplin und Pelplin und damit auch die Landgemeinde Raikau als Teil des so genannten Polnischen Korridors an Polen abgetreten.
In den Jahren 1975 bis 1998 gehörte Rajkowy zur Woiwodschaft Danzig.

## Wirtschaft und Infrastruktur
Im Juni 2011 erteilte der Powiat Tczew die Baugenehmigung für ein geplantes Kohlekraftwerk in Rajkowy bei Pelplin. Das kohlebefeuerte Kraftwerk Elektrownia Północ  soll zwei Blöcke mit einer installierten Leistung von je 1.000 Megawatt haben.

## Persönlichkeiten
- Kazimierz Piechowski (* 3. Oktober 1919 in Raikau; † 15. Dezember 2017 in Gdańsk), Ingenieur, im Zweiten Weltkrieg Gestapo- und KZ-Häftling, Flüchtling aus dem KZ Auschwitz